# Юзеф Марцинкевич
Юзеф Марцинкевич (пол. Józef Marcinkiewicz; 30 березня 1910, Цимошка, поблизу Білостока, Польща – 1940, Харків, СРСР) — польський математик.

## Життєпис
Був учнем Антонія Зигмунда; пізніше працював з Юліушем Шаудером, Стефаном Качмажем та Рафаелем Салемом. Був професором Університету Стефана Баторія у Вільні.
Вступив до лав Війська Польського під час німецького вторгнення до Польщі. Після одночасного радянського вторгнення до Польщі Марцинкевича як польського військовополоненого було відправлено до радянського табору в Старобільську. Точне місце та дата його смерті залишаються невідомими, але вважається, що він загинув у віці 30 років, убитий НКВС у Харкові. Його батьки, яким він передав свої рукописи перед початком Другої світової війни, були вивезені до Радянського Союзу в 1940 році й пізніше померли від голоду в таборі.
Зигмунд так описав їхню долю та втрачені математичні праці Марцинкевича:
Війна почалася за кілька днів після повернення Марцинкевича до Вільна. Зигмунд пише: «2 вересня, на другий день війни, я випадково зустрів його на вулиці у Вільні, вже у військовій формі... Ми домовилися зустрітися того ж дня ввечері, але, вочевидь, обставини завадили йому прийти, оскільки він не з'явився у призначеному місці. Кілька місяців потому надійшла звістка, що він військовополонений і просить математичні книги. Здається, це була остання звістка про Марцинкевича. Під час перебування в Парижі та Англії Марцинкевич виконав певну математичну роботу, яку записав у вигляді рукописів. Повернувшись до Польщі, він передав ці рукописи батькам на зберігання. На жаль, батьки Марцинкевича розділили його долю і загинули під час війни. Жодних слідів рукописів так і не було знайдено».